# Danis schaeffera
Danis schaeffera är en fjärilsart som beskrevs av Nicolas Grigorevich Erschoff 1821. Danis schaeffera ingår i släktet Danis och familjen juvelvingar. Inga underarter finns listade i Catalogue of Life.